# Lijst van voetbalinterlands Bhutan - Malediven
Deze lijst van voetbalinterlands is een overzicht van alle officiële voetbalinterlands tussen de nationale teams van Bhutan en de Malediven. De landen hebben tot nu toe negen keer tegen elkaar gespeeld. De eerste ontmoeting, een groepswedstrijd tijdens de Zuid-Azië Cup 2003, werd gespeeld in Dhaka (Bangladesh) op 11 januari 2003. Het laatste duel, een groepswedstrijd tijdens de Zuid-Azië Cup 2023, vond plaats op 22 juni 2023 in Bangalore (India).

## Wedstrijden
| № | Plaats     | Datum            | Competitie                          | Wedstrijd          | Uitslag |
| - | ---------- | ---------------- | ----------------------------------- | ------------------ | ------- |
| 1 | Dhaka      | 11 januari 2003  | Zuid-Azië Cup 2003                  | Malediven − Bhutan | 6 − 0   |
| 2 | Malé       | 18 april 2009    | AFC Challenge Cup 2010 kwalificatie | Malediven − Bhutan | 5 − 0   |
| 3 | Kathmandu  | 4 september 2013 | Zuid-Azië Cup 2013                  | Bhutan − Malediven | 2 − 8   |
| 4 | Thimphu    | 8 oktober 2015   | WK 2018 kwalificatie                | Bhutan − Malediven | 3 − 4   |
| 5 | Trivandrum | 24 december 2015 | Zuid-Azië Cup 2015                  | Malediven − Bhutan | 3 − 1   |
| 6 | Malé       | 29 maart 2016    | WK 2018 kwalificatie                | Malediven − Bhutan | 4 − 2   |
| 7 | Thimphu    | 13 juni 2017     | Azië Cup 2019 kwalificatie          | Bhutan − Malediven | 0 − 2   |
| 8 | Malé       | 27 maart 2018    | Azië Cup 2019 kwalificatie          | Malediven − Bhutan | 7 − 0   |
| 9 | Bangalore  | 22 juni 2023     | Zuid-Azië Cup 2023                  | Malediven − Bhutan | 2 − 0   |

## Samenvatting
| Competitie                     | Totaal gespeeld | Winst Bhutan | Gelijk | Winst Malediven | Doelsaldo Bhutan – Malediven |
| ------------------------------ | --------------- | ------------ | ------ | --------------- | ---------------------------- |
| WK-kwalificatie                | 2               | 0            | 0      | 2               | 5 − 8                        |
| Azië Cup-kwalificatie          | 2               | 0            | 0      | 2               | 0 − 9                        |
| AFC Challenge Cup-kwalificatie | 1               | 0            | 0      | 1               | 0 − 5                        |
| Zuid-Azië Cup                  | 4               | 0            | 0      | 4               | 3 − 19                       |
| Totaal                         | 9               | 0            | 0      | 9               | 8 − 41                       |

Wedstrijden bepaald door strafschoppen worden, in lijn met de FIFA, als een gelijkspel gerekend.